# Apomys insignis
Apomys insignis is een knaagdier uit het geslacht Apomys dat voorkomt op Mindanao en Dinagat in de zuidelijke Filipijnen. Daar leeft hij in bosgebieden van 900 tot 2800 m hoogte. Hij is echter het meest algemeen op 1800 à 1900 m hoogte. Op Mindanao komt hij voor in de provincies Bukidnon, Davao del Norte, Davao del Sur, Misamis Oriental, Misamis Occidental, Zamboanga del Norte en Agusan del Norte. Mogelijk is het beschadigde, jonge holotype van A. littoralis een exemplaar van deze soort. Dan zouden de andere populaties van die soort een onbeschreven soort, A. sp.F, zijn. Apomys bardus Miller, 1910 uit het oosten van Mindano wordt nu als een synoniem van A. insignis beschouwd.
A. insignis is een middelgrote soort met een zeer lange staart die van boven bruin en van onderen zeer variabel van kleur is. De achtervoeten zijn bruin, lang en smal. De rug is donkerbruin, de buik lichtbruin.